# 新界區專線小巴69K線
新界區專線小巴69K線，由興銳營辦，來往華翠園及沙田站（排頭街），取道大埔公路直接往返，屬特快路線。
本路線雖然以華翠園作為總站，但實際上該站並不鄰近華翠園屋苑的入口，前往華翠園須在中途下車。總站附近的主要景點為沙田渣甸山花園和獅子亭。

## 歷史
本路線是1987年10月9日運輸署公開招標的9組共18條專線小巴新路線之一，於1988年5月27日投入服務。
2018年3月25日調整票價，加價4.8%。

## 服務時間及班次
- 每日華翠園開：06:30-00:00（4-10分鐘一班）
- 每日沙田站（排頭街）開：06:30-00:00（4-10分鐘一班）

## 收費
- 全程收費：$7
  - 豐景花園往返沙田站：$5.5
  - 穗禾苑二期往返華翠園：$4.4

| - 本線大小同價。 - 乘客可以現金或八達通於上車時付款，不設找續。 - 65歲或以上長者使用長者或個人八達通（包括「樂悠咭」），合資格殘疾人士使用「殘疾人士身份」個人八達通卡繳付車資，以及60至64歲香港居民使用「樂悠咭」，均可享有每程劃一$2.0的政府長者及合資格殘疾人士公共交通票價優惠計劃。 - 乘客若繳付分段收費，請通知車長調校八達通機。 |

## 行車路線

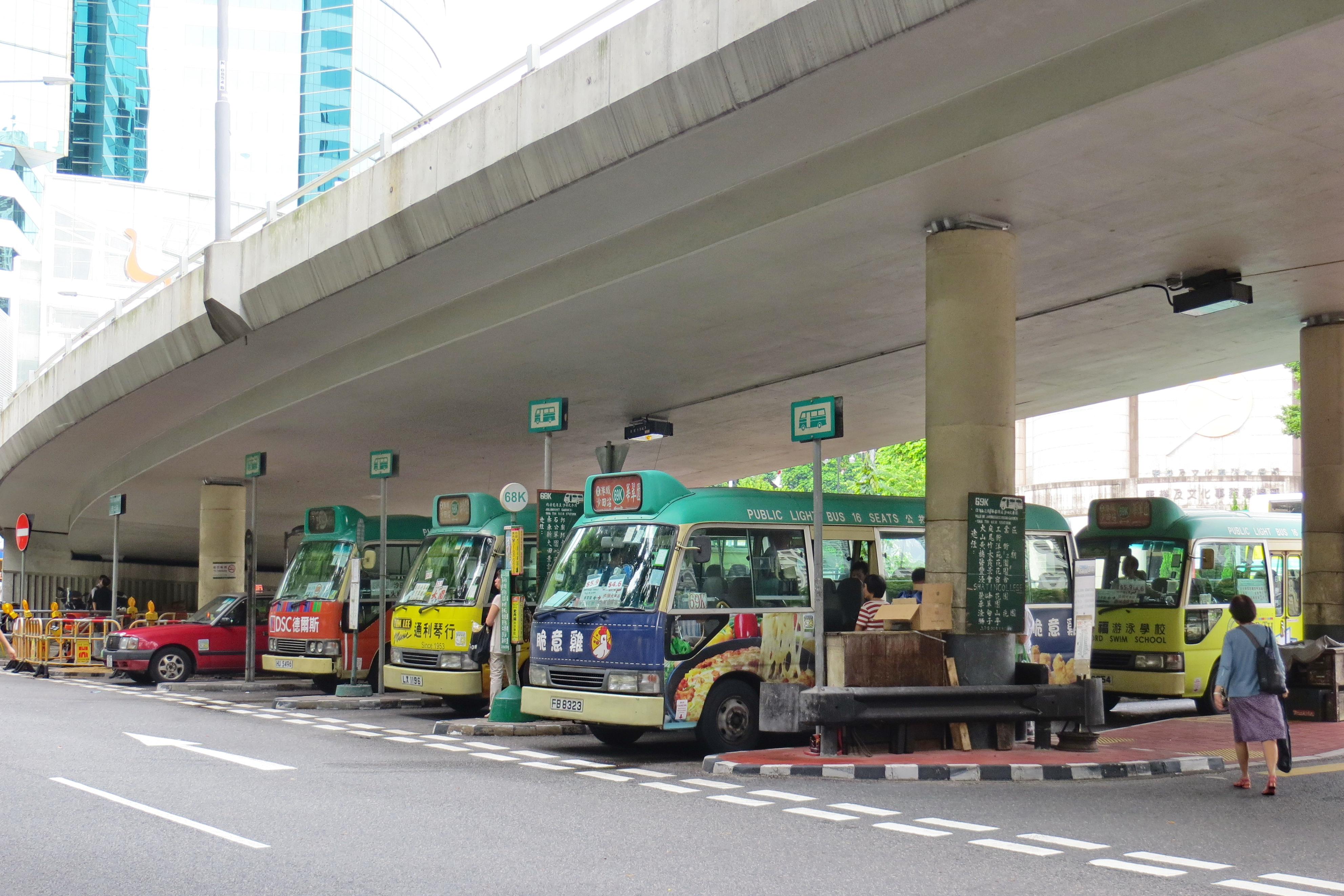
本路線以沙田站排頭街專線小巴總站為總站，前方道路為排頭街。

- 往沙田站（排頭街）途經：穗禾路、山尾街、火炭路、大埔公路－沙田段、沙田鄉事會路及排頭街
- 往華翠園途經：排頭街、沙田鄉事會路、大埔公路－沙田段、火炭路、山尾街及穗禾路

## 使用狀況
此路線取道大埔公路直接往返穗禾路、山尾街以及沙田市中心；而位於華翠園附近的獅子亭，為沙田區名勝之一，有不少市民及遊客專程乘搭前往參觀，因此客量高企，經常滿座，繁忙時間往沙田站方向於碧霞花園前便告滿客。

## 外部連結
- 運輸署：新界區專線小巴第69K號線之路線資料及獲准上落客地點

## 用車
| 車牌   | 代數 | 常註路線 | 備註                |  |
| ------ | ---- | -------- | ------------------- |  |
| FD1762 | 7LL  | 69K      |                     |  |
| GD315  | 7LL  | 69K      |                     |  |
| LT9959 | 5LS2 | 69K      |                     |  |
| LV7536 | 5LS2 | 69K      |                     |  |
| LW8422 | 7LL  | 69K      |                     |  |
| MD8322 | 5LS2 | 69K      | 平日需行走新界811線 |  |
| WB655  | 7LL  | 69K      |                     |  |
| WC8479 | 7LL  | 69K      | 夜間行走            |  |
| WP7931 | 7LL  | 69K      |                     |  |